# Bonnie Somerville

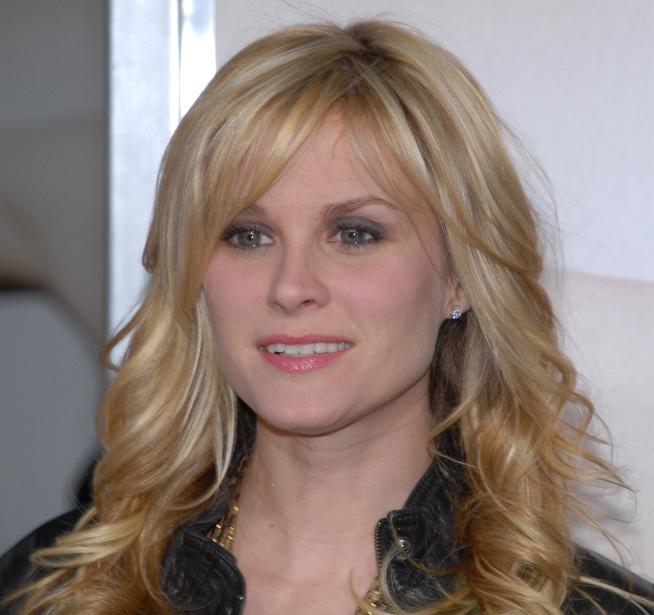
Bonnie Somerville (2007)

Bonnie Somerville (* 24. Februar 1974 in Brooklyn, New York City, New York) ist eine US-amerikanische Schauspielerin und Sängerin, die vor allem durch ihre Rollen als Mona in Friends und Rachel Hoffman in O.C., California bekannt wurde.

## Leben
Somerville wurde von ihrer Mutter und deren irisch-katholischer Familie in Flatbush, Brooklyn großgezogen. Bereits als kleines Kind sang sie und interessierte sich für die Schauspielerei. Unter anderem spielte sie in allen Stücken an der von ihr besuchten Poly Prep High School in Bay Ridge mit. Im Anschluss daran studierte sie Musicaltheater am Boston College. Schließlich zog sie zurück nach New York City um sich am dortigen Lee Strasberg Theater Institut zur Schauspielerin ausbilden zu lassen. Während ihrer Zeit in New York (ca. 1991) sang Somerville in einer Rockband. Zudem arbeitete sie dort als Kellnerin. Ein Modelscout entdeckte sie bei der Arbeit und so modelte Somerville kurze Zeit in New York und Europa. Bei ihrer Rückkehr hatte sich ihr Wille zu schauspielern nur noch verstärkt. Im Alter von 22 Jahren zog sie schließlich nach Los Angeles. Auch dort fand sie schnell eine Band, aber auch einen Agenten. Die erste sehr kleine Rolle spielte Somerville 1996 in City Hall. Ihre erste große Rolle hatte Somerville 1999 in der Serie Shake, Rattle and Roll: An American Love Story, in der sie auch sang.

## Privates
Somerville war einige Zeit im Jahr 2004 mit Schauspielkollege Zach Braff liiert. Für den Soundtrack seines Films Garden State sang sie den Song Winding Road.

## Filmografie (Auswahl)
- 1999: Beverly Hills, 90210 (Folge 9x24 Dog's Best Friend)
- 1999: Shake, Rattle and Roll: An American Love Story
- 2000: Ruhet sanft! (Sleep Easy, Hutch Rimes)
- 2000: Mörderische Verführung (Crime and Punishment in Suburbia)
- 2000: Teuflisch (Bedazzled)
- 2000–2001: Starlets (Grosse Pointe, Fernsehserie, 17 Folgen)
- 2001: This Could Work
- 2001: Count Me In
- 2001: Tikiville
- 2001–2002: Friends (Fernsehserie, 7 Folgen)
- 2002–2003: Meine Frau, ihr Vater und ich (In-Laws, Fernsehserie, 15 Folgen)
- 2003: Jack’s House
- 2003: The Twilight Zone (Folge 1x34 How Much Do You Love Your Kid?)
- 2003: O.C., California (The O.C., Folgen 1x07–1x11)
- 2004: Spider-Man 2
- 2004: Trouble ohne Paddel (Without a Paddle)
- 2004–2005: New York Cops – NYPD Blue (NYPD Blue, Fernsehserie, 15 Folgen)
- 2005–2006: Kitchen Confidential (Fernsehserie, 13 Folgen)
- 2006: Wedding Wars
- 2006: Jump
- 2006: The Danny Comden Project
- 2008: Cashmere Mafia (Fernsehserie, 7 Folgen)
- 2009: Die nackte Wahrheit (The Ugly Truth)
- 2009: (K)ein bisschen schwanger (Labor Pains)
- 2010: Santa Pfotes großes Weihnachtsabenteuer (The Search for Santa Paws)
- 2012: 7 Below – Haus der dunklen Seelen (Seven Below)
- 2012: Treasure Buddies – Schatzschnüffler in Ägypten (Treasure Buddies, Stimme)
- 2012: The Mentalist (Folge 4x14 At First Blush)
- 2012: Fire with Fire – Rache folgt eigenen Regeln (Fire with Fire)
- 2012: Santa Pfote 2 – Die Weihnachts-Welpen (Santa Paws 2: The Santa Pups, Stimme)
- 2013: Golden Boy (Fernsehserie, 13 Folgen)
- 2014: The Prince – Only God Forgives (The Prince)
- 2014: Mom’s Day Away
- 2015: Pearly Gates
- 2015: Motive (Folge 3x02 Calling the Shots)
- 2015: Criminal Minds (Folge 10x19 Beyond Borders)
- 2015–2016: Code Black (Fernsehserie, 18 Folgen)
- 2016: Love You Like Christmas
- 2017: Law & Order: Special Victims Unit (Folge 18x16 The Newsroom)
- 2018: A Star Is Born
- 2020–2023: Blue Bloods – Crime Scene New York (Blue Bloods, Fernsehserie, 4 Folgen)
- 2021: Heels (Folge 1x03 Cheap Heat)
- 2021: Nash Bridges (Fernsehfilm)
- 2022: Law & Order (Folge 21x07 Legacy)